# フランティシェク・セクエンス
フランティシェク・セクエンス（František Seraf Sequens または Franz Sequens、1836年11月21日 - 1896年6月14日）は、チェコの画家。宗教画や歴史画を描き、プラハの美術アカデミーで多くの画家を教えた。

## 略歴
プルゼニで生まれた。プルゼニとプラハで初等教育を受けた後、1853年からプラハの美術アカデミーで学び、1854年11月にはミュンヘン美術院に移り、ヴィルヘルム・フォン・カウルバッハに学び、アントウェルペンの王立美術アカデミー(Koninklijke Academie voor Schone Kunsten van Antwerpen)でジョゼフ・ヴァン・レリウス(Joseph van Lerius)にも学んだ。1860年に短期間、プラハに戻った後、奨学金を得て、ローマに留学し、7年間ローマに滞在した。ローマではナザレ派の影響を受けた画家たちの作品に触れて、宗教画を描くようになった。
1868年にチェコに戻り、プルゼニでピアニストのヨセフ・ゲルラッハ(Josef Gerlach)の娘と結婚し、プラハに住んだ。プラハの建築家で、ゴシック・リヴァイヴァル様式の教会などを設計したヨセフ・モッカー(Josef Mocker: 1835-1899)と働いた。
1880年にヤン・スウェールツ(Jan Swerts: 1820-1879)の後任としてプラハの美術アカデミーの宗教画、歴史画の教授に任じられ、何度か校長も務めた。セクエンスに学んだ学生にはルジェク・マロイド(Luděk Marold: 1865-1898)やフランチシェク・クプカ（František Kupka: 1871-1957)、ヴィクトル・オリヴァ(Viktor Oliva: 1861-1928)、ヨゼフ・ローレツシェク(Josef Rolletschek: 1859-1934)、ヨゼフ・マンドル(Josef Mandl: 1874-1933)を含む100人近くの学生がいる。

## 作品

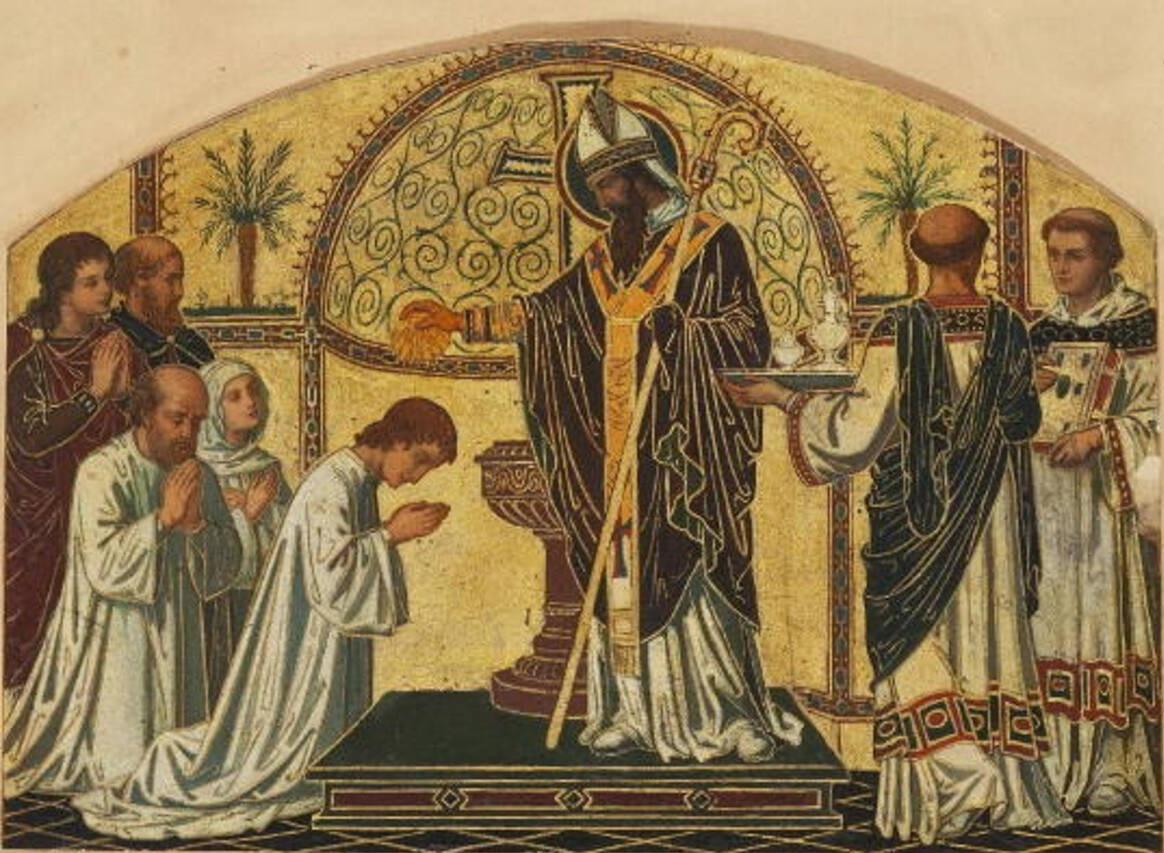
ボヘミア王ボジヴォイ1世の洗礼
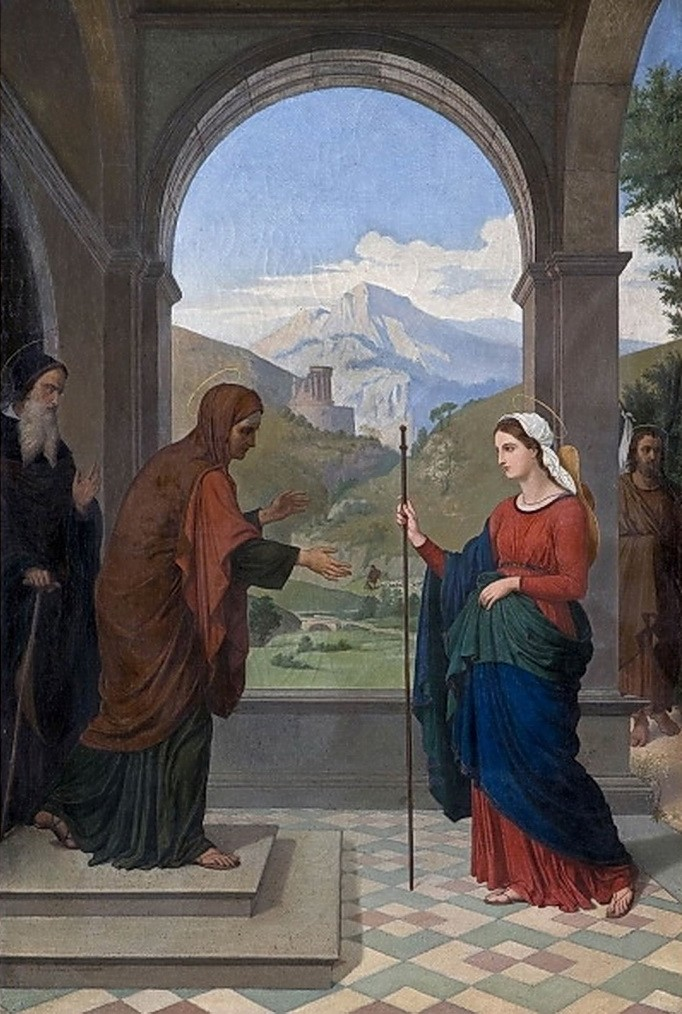
聖母マリアとエリザベート
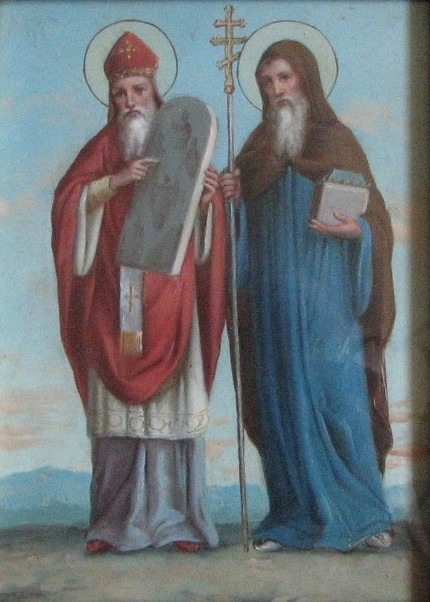
キュリロスとメトディオス